# 弗龍蒂諾 (安蒂奧基亞省)
弗龍蒂諾是哥倫比亞的城鎮，位於該國北部，由安蒂奧基亞省負責管轄，距離首府麥德林172公里，始建於1806年，面積1,236平方公里，海拔高度1,484米，2005年人口18,573。始建于1806年12月12日，由一位来自卡尼亞斯戈達斯及薩瓦納拉加的绅士建成一座村庄。1883年建成教堂。1959年飞机场落成。

6°47′N 76°08′W / 6.783°N 76.133°W